# Kristina Hetherington
Kristina Hetherington ist eine britische Filmeditorin.

## Leben
Hetherington stammt aus Nordengland und zog mit 18 Jahren nach London. Sie begann ihre Karriere beim British Film Institute und arbeitete später bei der BBC, wo sie in den 1980er Jahren an Serien wie The Monocled Mutineer oder The Singing Detective arbeitete. Nachdem sie längere Zeit als Assistentin Robin Sales beim Schnitt zahlreicher Projekte unterstützte, ist sie seit Anfang der 1990er Jahre als hauptverantwortliche Filmeditorin tätig. Mehrfach arbeitete sie mit Regisseur Roger Michell zusammen.
Im Jahr 2010 wurde sie für den Schnitt des Fernsehfilms Mo mit einem British Academy Television Craft Award ausgezeichnet.

## Filmografie (Auswahl)
- 1993: Euphoric Scale (Kurzfilm)
- 1997: ...Is It the Design on the Wrapper? (Kurzfilm)
- 1998: Killer Net (Miniseries, 4 Episoden)
- 1998: Der Preis des Verbrechens (Trial & Retribution, Fernsehserie, 2 Episoden)
- 2000: Sommer in der Vorstadt (Summer in the Suburbs, Fernsehfilm)
- 2000: The Last Musketeer (Fernsehfilm)
- 2000: Liam
- 2001: Inspector Lynley (The Inspector Lynley Mysteries, Fernsehserie, 1 Episode)
- 2001: Gas Attack (Fernsehfilm)
- 2002: Tipping the Velvet (Fernsehserie, 3 Episoden)
- 2003: Blind Flight
- 2004: Yasmin
- 2004: North & South (Fernsehvierteiler)
- 2005: The Trouble with Men and Women
- 2005: Derailed (Fernsehfilm)
- 2005: Magnificent 7 (Fernsehfilm)
- 2006: Almost Adult
- 2006: The Ruby in the Smoke (Fernsehfilm)
- 2006: Masterpiece Theatre (Fernsehserie, 1 Episode)
- 2007: Persuasion (Fernsehfilm)
- 2008: Trouble Sleeping
- 2008: Summer
- 2008, 2010: Kommissar Wallander (Wallander, Fernsehserie)
  - 2008:  Mittsommermord
  - 2010:  Die fünfte Frau
- 2009: A Boy Called Dad
- 2009: Wide Open Spaces
- 2010: Mo (Fernsehfilm)
- 2010: Mord im Orient-Express (Murder on the Orient Express, Fernsehfilm)
- 2010: Inspector Banks (DCI Banks, Fernsehserie, 2 Episoden)
- 2011: The North London Book of the Dead (Kurzfilm)
- 2012: Birdsong – Gesang vom großen Feuer (Birdsong, Fernsehzweiteiler)
- 2012: Coming Up (Fernsehserie, 1 Episode)
- 2012: Parade’s End – Der letzte Gentleman (Parade’s End, Fernsehserie, 3 Episoden)
- 2012: Room at the Top (Fernsehserie, 2 Episoden)
- 2012: Japan in a Day (Dokumentarfilm)
- 2013: Le weekend
- 2014: Die verlorene Ehre des Christopher Jefferies (The Lost Honour of Christopher Jefferies, Fernsehzweiteiler)
- 2015: Birthday (Fernsehfilm)
- 2016: Murder (Fernsehserie, 1 Episode)
- 2016: To Kill a Man – Kein Weg zurück (Detour)
- 2016: Das Gesetz der Familie (Trespass Against Us)
- 2016: The Crown (Fernsehserie, 2 Episoden)
- 2017: Meine Cousine Rachel (My Cousin Rachel)
- 2017: Ein Kind zur Zeit (The Child in Time, Fernsehfilm)
- 2018: Geheimnis eines Lebens (Red Joan)
- 2018: Doing Money (Fernsehfilm)
- 2019: Blackbird – Eine Familiengeschichte (Blackbird)
- 2020: Sitting in Limbo (Fernsehfilm)
- 2020: The Duke
- 2022: Das Wunder (The Wonder)
- 2023: Royal Blue (Red, White & Royal Blue)
- 2024: Scoop – Ein royales Interview (Scoop)
- 2025: My Oxford Year